# Red Telefónica Urbana Municipal de San Sebastián

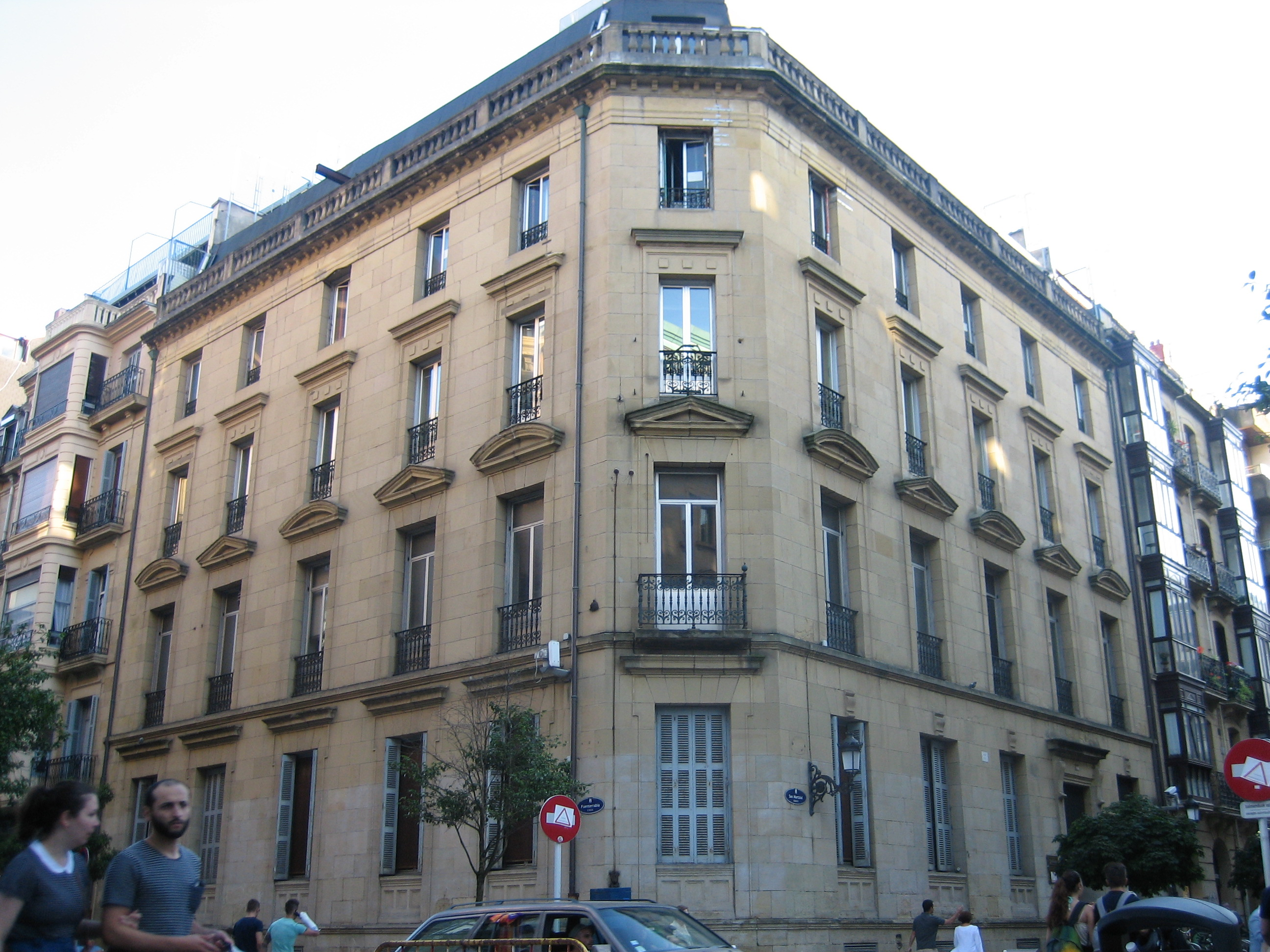
Sede de la Central Telefónica Municipal de San Sebastián en la Calle San Marcial

La Red Telefónica Urbana Municipal de San Sebastián, fue una red municipal de teléfonos de la ciudad de San Sebastián, capital de Guipúzcoa en el País Vasco (España) que funcionó Entre los años 1909 y 1970.

## Historia
A finales del siglo XIX se comenzaron tender las primeras líneas de teléfono en San Sebastián. Estas líneas unían  los domicilios particulares de algunos empresarios con las oficinas de sus respectivos negocios, que estaban situadas en San Sebastián o en localidades vecinas. Fue el caso de Brunet (1883), Osácar (1883), Durás (1887), Ubarrechena (1888) o Buerba (1888). En el año 1886 se decidió tender una red oficial que enlazó  el Gobierno Civil con la alcaldía, la central de Telégrafos y el cuartel de la  Guardia Civil.  Al mismo tiempo diversas compañías privadas intentaron o comenzaron a establecer algunos servicios.
La red de telefonía de la ciudad fue gestionada bajo concesión por la Compañía Peninsular de Teléfonos, que tenía sus oficinas en  la calle San Marcial, 4 de la ciudad. Cuando en junio de 1908 terminó dicha concesión, el ayuntamiento se hizo cargo de la misma tras ejercer el derecho de tanteo en el concurso de concesión realizado por Real Orden el 25 de septiembre de 1908 resuelto bajo las bases del Real Decreto de 9 de septiembre de 1907. El ayuntamiento mantuvo la explotación del servicio hasta 1970,  año en que la compró la Compañía Telefónica Nacional de España.
La instalación de la Central telefónica y estación de abonados de San Sebastián se concedió a la Casa Bell Telephone de Amberes. “Con las cifras anteriores como base alcanza el coste total de la instalación de la Central Telefónica y Estaciones de abonados a la cifra total de 127.145 francos”. Para los gastos de esta instalación el Ayuntamiento pidió un anticipo a la Caja de Ahorros y Monte de Piedad Municipal de San Sebastián, quien lo concedió a un interés del 3,75.
Se trató en Pleno Municipal la ampliación del seguro del edificio y materiales, de la Casa de Socorro y escuelas, de la calle San Marcial esquina a la de Fuenterrabía al objeto de destinar el piso alto y sótanos a central telefónica.
En el Pleno Municipal de 15 de diciembre de 1909 se propuso que una vez “terminada la instalación de la Central Telefónica Municipal, el próximo día 18 a las 5 y media de la tarde se celebre con un lunch la inauguración oficial del servicio telefónico”.

## El trabajo de las mujeres en el primer tercio delsigloXX
En 1903 en el R.D. de 9 de junio, se aprueba un nuevo Reglamento, reorganizando el establecimiento y explotación del servicio telefónico. En su capítulo XI, Personal de teléfonos, especifica las denominaciones y tareas que tendrán los diferentes puestos de trabajo y sus remuneraciones.
Entre otros en el artículo 119 se dan varias normas para la admisión de mujeres como telefonistas. “Será preciso haber servido por lo menos tres meses en calidad de alumna, y acompañar a la instancia un certificado de aptitud expedido por el Director de la red del Estado en que/haya hecho el aprendizaje; otro de buena conducta, expedido por la Autoridad competente, y la certificación de nacimiento. La edad para el ingreso será de diez y seis a veinticinco años”.
En San Sebastián las condiciones de la oferta que hizo la Casa Bell Telephone de Amberes, y que aprobó el ayuntamiento, para las instalaciones en que trabajarían las telefonistas fue: “La Central propiamente dicha para San Sebastián y que presentamos á la aprobación de esa Comisión constará aparte de los aparatos intermedios de protección y enlace, además de la Estación de producción ó acumulación de energía, de nueve mesas constituyendo el cuadro conmutador múltiple urbano par 1080 abonados, teniendo á su cargo cada telefonista 120 abonados en horas de máximo servicio, número de abonados en que garantiza un servicio perfecto”.
“Existirán también dos cuadros para el servicio inter-urbano á la cual afluirán las líneas de enlace con la Central Provincial y de la Interurbana. Cada cuadro contendrá 30 líneas y estará servido por una Telefonista. En la Sala del múltiple, habrá una mesa para la Telefonista vigilante, la cual en todos los momentos verá el trabajo realizado por cada una de la Telefonistas con las cuales está en comunicación y provista de lámparas señales de vigilancia”.

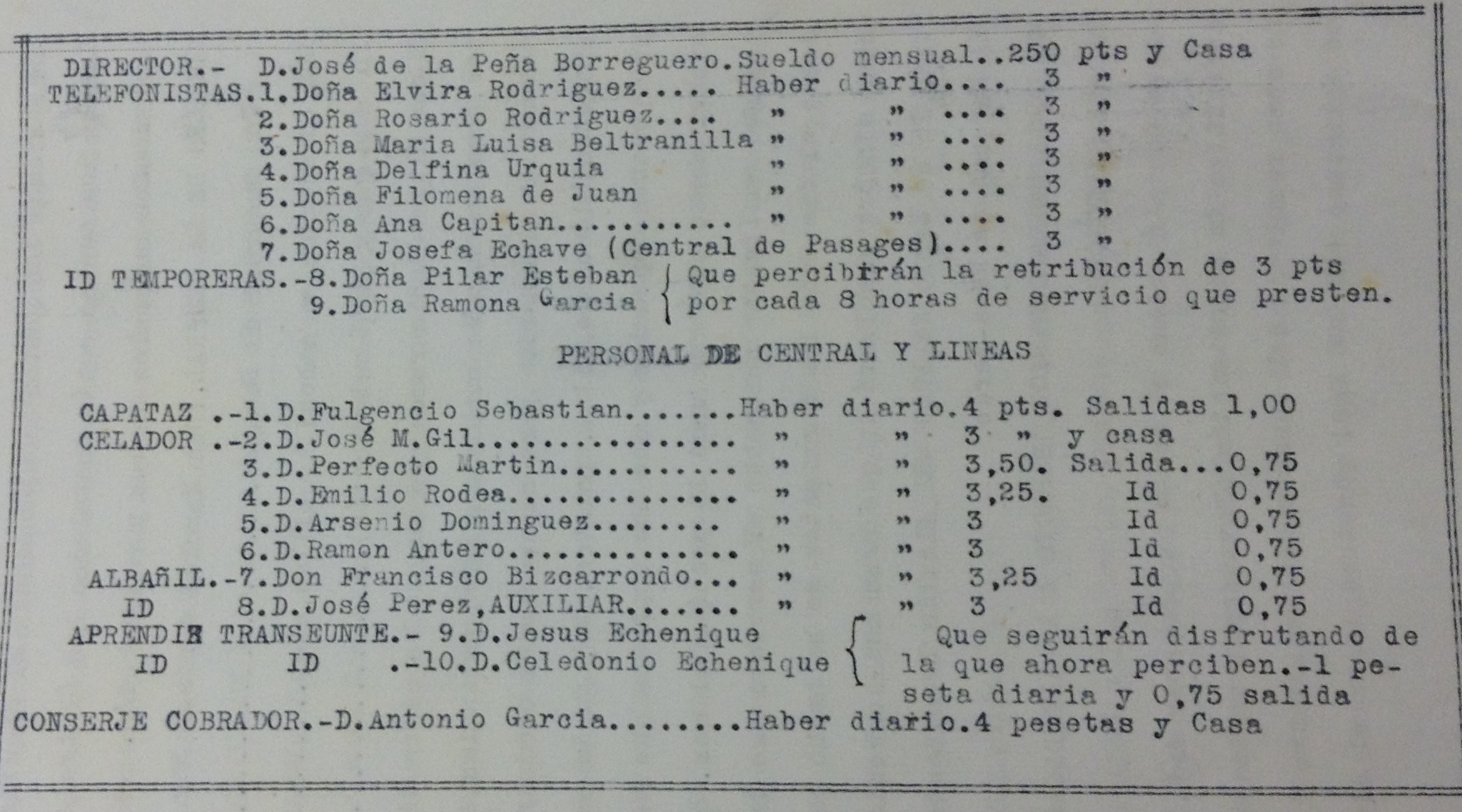
Acta 11 del 17 de marzo de 1909 del pleno del Ayuntamiento de San Sebastián.

Durante el tiempo de obras para las nuevas instalaciones el Ayuntamiento acordó que “la Relación del personal de la Central Telefónica el cual puede interinamente prestar sus servicios en la misma forma que anteriormente lo hacía, hasta tanto que la nueva Central comience á funcionar, para cuyo día se confeccionará el Reglamento que regirá en la explotación de dicho servicio".
Para la apertura de la nueva Central, "se propone que siendo necesarias para el buen funcionamiento del servicio diez y seis telefonistas y dos vigilantes telefonistas, se confirme en sus cargos á las nueve que hoy prestan sus servicios en la antigua Central y se saque a concurso previo examen otras nueve plazas con el sueldo diario de tres pesetas......., bajo las bases siguientes. 1. Las aspirantes serán españolas, mayores de 18 años y menores de 35, de buenos antecedentes, según certificado de la Alcaldía y aptas físicamente para el desempeño del cargo. 2. Demostrarán en el examen de suficiéncia, el saber leer y escribir correctamente y las cuatro reglas de aritmética, con numeros enteros y decimales.  3. Será condición de preferencia el conocimiento de las lenguas vascongada, francesa é inglesa..."
En el Pleno del 11 de agosto una vez celebrados los exámenes se propone la aceptación de las nuevas telefonistas.
En 1928 el Ayuntamiento estaba estudiando un proyecto de Reglamento de Funcionarios y Empleados, y de los diferentes departamentos se iban presentando diversas peticiones. Dª María Gurruchaga y consortes y Dª Julia Gallastegui y consortes, ambas empleadas de la Red Telefónica Municipal, solicitaban en peticiones separadas, por un lado, crear un cuerpo auxiliar femenino, y por otro, una mejora de haber. En noviembre de 1928 había 38 empleadas procedentes del Cuerpo de Teléfonos.
En San Sebastián la segunda convocatoria de exámenes para mujeres telefonistas, se celebró en mayo de 1929 y los exámenes duraron 5/6 días, les dieron el nombramiento a primeros de junio. En este período, el horario de trabajo era de 7 de la mañana a 2 de la tarde y de 2 de la tarde a 10 de la noche teniendo media hora de descanso en cada turno. Las que trabajaban por la noche hacían turnos de menos horas. Ganaban 200 pesetas al mes y si se hacía otro tipo de servicios como ir a otra plaza (Irún) para cubrir una vacante, les pagaban 10 pesetas más al día. Tenían 15 días de vacaciones pagadas al año. Para el año 1936 trabajaban ya 52 mujeres.

## Galería de imágenes

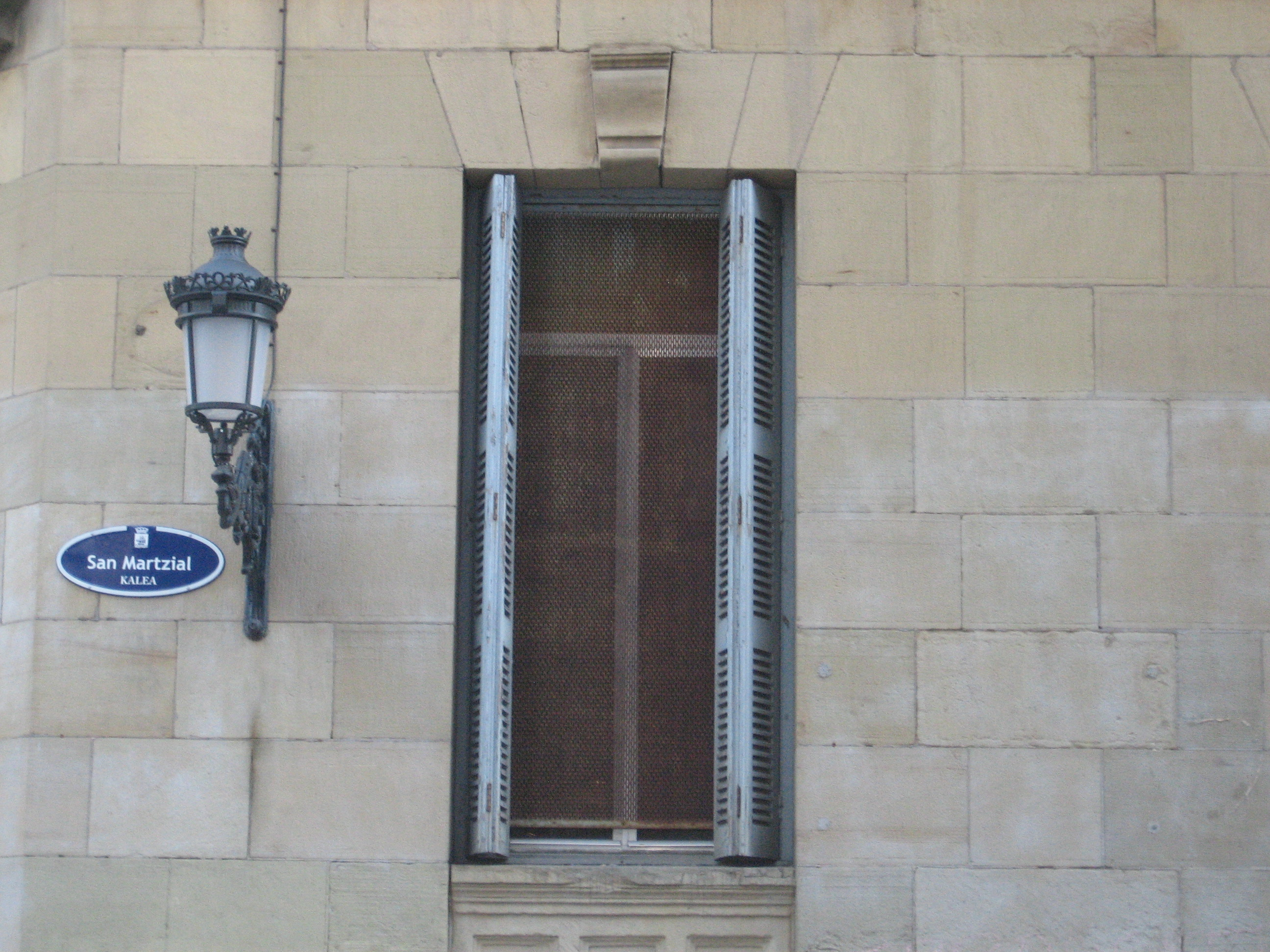
Detalle de la sede.
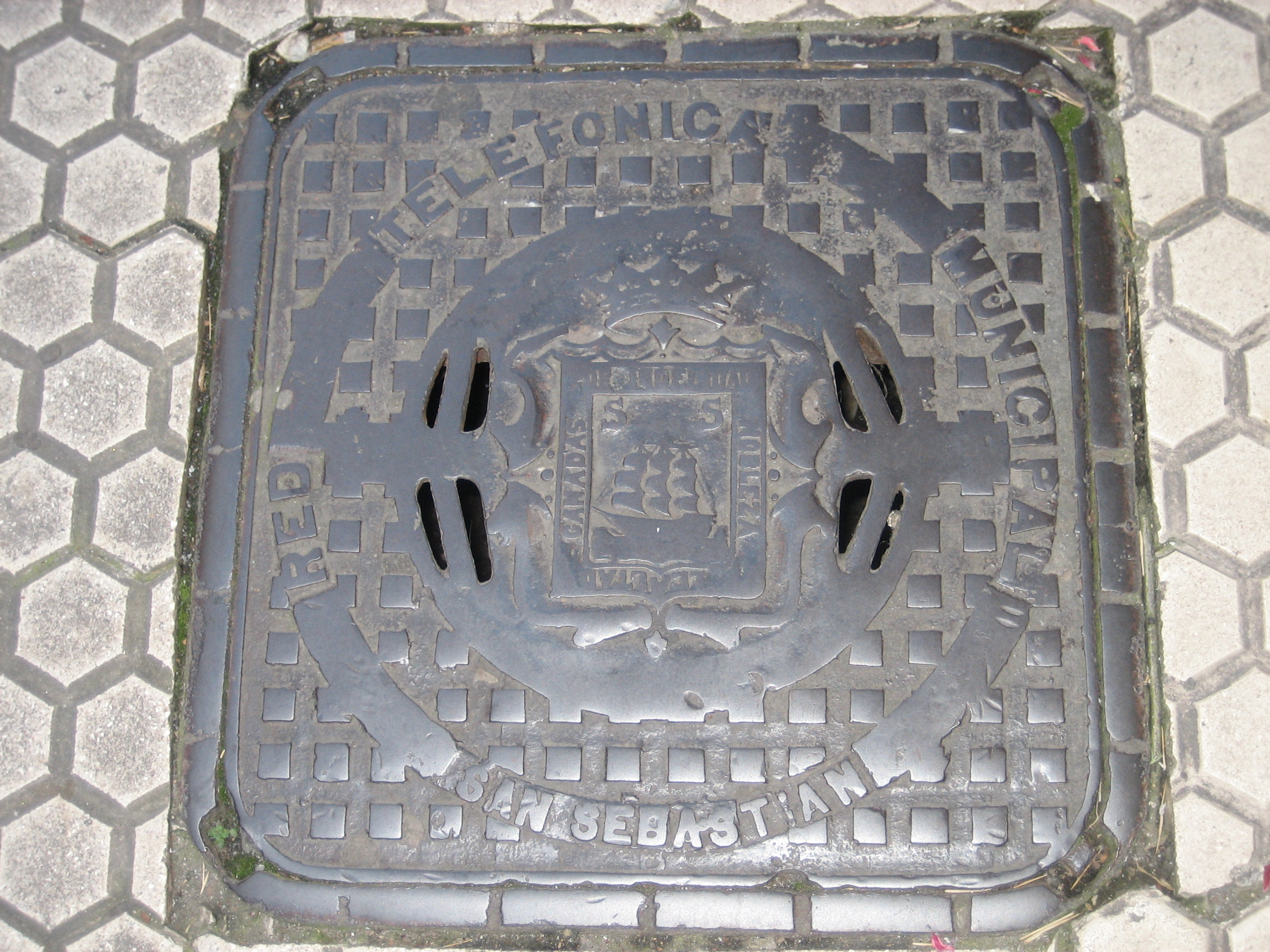
Tapa de la red telefónica Municipal de San Sebastián.
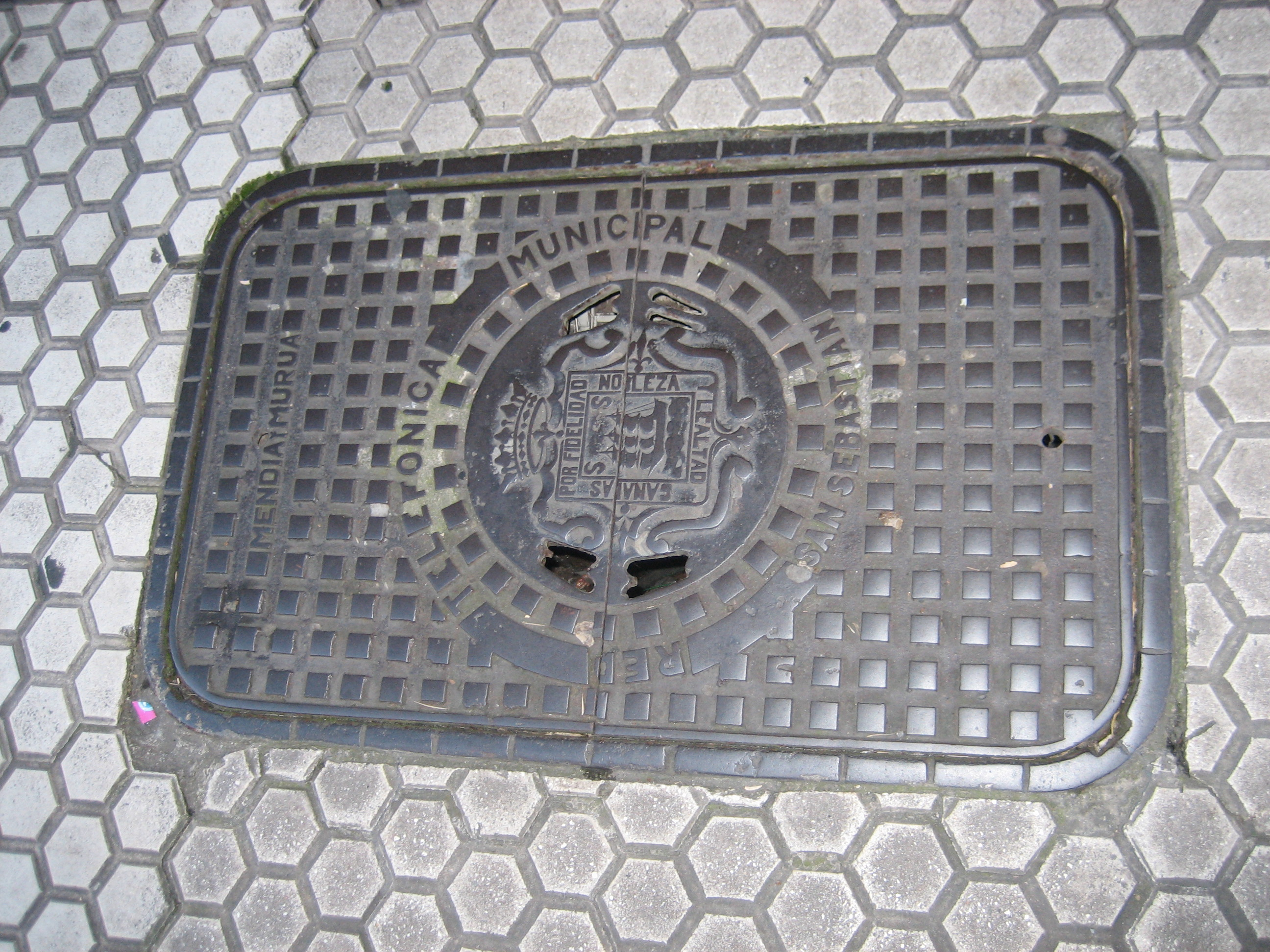
Tapa de la red telefónica Municipal de San Sebastián.